# 1976年世界大賽
1976年世界大賽是由代表美聯冠軍的紐約洋基與代表國聯冠軍的辛辛那提紅人在世界大賽中對決。最後由紅人4連勝橫掃洋基，拿下世界大賽二連霸。
紅人和洋基先前曾於1939年和1961年的世界大賽上交手，兩次都是由洋基拿下冠軍，而紅人在這兩年的世界大賽中只拿下1勝。而這屆的世界大賽也是洋基繼1963年世界大賽後再一次於世界大賽上被橫掃。

## 總結
國聯 辛辛那提紅人（4）- 美聯 紐約洋基（0）
| 場次 | 比數           | 日期      | 地點       | 觀眾  |
| ---- | -------------- | --------- | ---------- | ----- |
| 1    | 洋基 1，紅人 5 | 10月16日  | 濱河體育場 | 54826 |
| 2    | 洋基 3，紅人 4 | 10月17日  | 濱河體育場 | 54816 |
| 3    | 紅人 6，洋基 2 | 10月19日  | 洋基體育場 | 56667 |
| 4    | 紅人 7，洋基 2 | 10月21日† | 洋基體育場 | 56700 |

† 原訂於10月20日舉行，因雨延期。

## 逐場結果

### 第一戰：10月16日
俄亥俄州，辛辛那提，濱河體育場
| 紐約洋基                                                                                           | 0 | 1 | 0 | 0 | 0 | 0 | 0 | 0 | 0 | 1 | 5  | 1 |
| 辛辛那提紅人                                                                                       | 1 | 0 | 1 | 0 | 0 | 1 | 2 | 0 | X | 5 | 10 | 1 |
| 勝投： Don Gullett（1–0） 敗投： Doyle Alexander（0–1） 全壘打： 洋基：無 紅人：喬·摩根（1下,1分） |   |   |   |   |   |   |   |   |   |   |    |   |

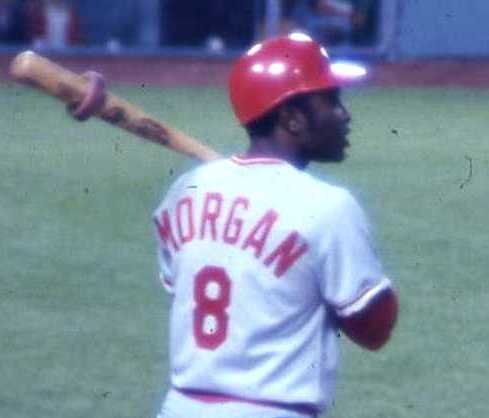
喬·摩根

喬·摩根在首局下就敲出全壘打為紅人隊首開記錄，而洋基在2局上靠著Graig Nettles的高飛犧牲打追平比數。
Don Gullett主投7.1局送出4次三振僅失1分，加上紅人6、7兩局拿下3分，最後以5比1拿下第一勝。

### 第二戰：10月17日
俄亥俄州，辛辛那提，濱河體育場
| 紐約洋基                                                  | 0 | 0 | 0 | 1 | 0 | 0 | 2 | 0 | 0 | 3 | 9  | 1 |
| 辛辛那提紅人                                              | 0 | 3 | 0 | 0 | 0 | 0 | 0 | 0 | 1 | 4 | 10 | 0 |
| 勝投： Jack Billingham（1–0） 敗投： 凱特費許·杭特（0–1） |   |   |   |   |   |   |   |   |   |   |    |   |

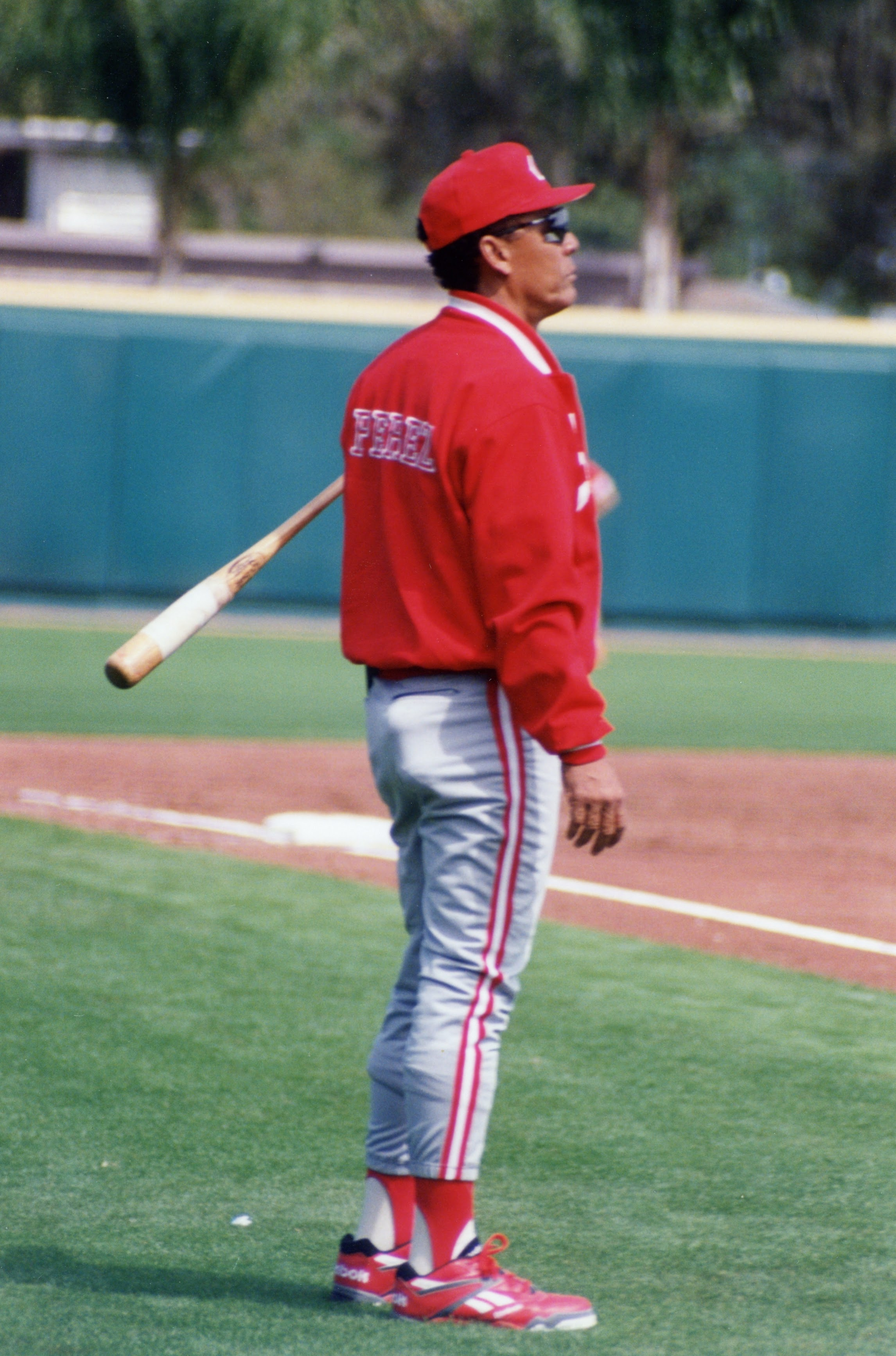
湯尼·培瑞茲

輸掉首戰後，洋基派出王牌凱特費許·杭特先發，不過他在2局下遭遇亂流，紅人敲出4支安打，2次盜壘成功，一舉拿下3分。
4局上，洋基又靠著葛雷格·奈托斯敲出安打追分。7局上，威利·藍道夫和Fred Stanley接連敲出安打得到1分。接下來瑟曼·蒙森從第二任投手Jack Billingham手中擊出滾地球追平比數。
9局下，杭特繼續在場上投球。不過他抓下2出局後，洋基先是出現守備失誤，接下來喬·摩根獲得故意四壞保送。最後湯尼·培瑞茲敲出再見安打幫助紅人再拿下一勝。

### 第三戰：10月19日
紐約州，布朗克斯，洋基體育場
| 辛辛那提紅人 | 0 | 3 | 0 | 1 | 0 | 0 | 0 | 2 | 0 | 6 | 13 | 2 |
| 紐約洋基 | 0 | 0 | 0 | 1 | 0 | 0 | 1 | 0 | 0 | 2 | 8  | 0 |
| 勝投： Pat Zachry（1–0） 敗投： Dock Ellis（0–1） 救援成功： Will McEnaney （1） 全壘打： 紅人：Dan Driessen（4上,1分） 洋基：Jim Mason（7下,1分） |   |   |   |   |   |   |   |   |   |   |    |   |

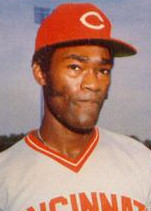
喬治·佛斯特

這一場，紅人隊又在第2局拿下3分，而Pat Zachry主投6.2局僅失2分，持續壓制洋基打線。
Jim Mason在7局下敲出洋基隊在世界大賽的第一轟，這不僅是Mason生涯唯一一次在季後賽出賽，敲出的全壘打正好是大聯盟季後賽史上第500支全壘打。不過洋基攻勢無法持續，終場仍以2比6敗下陣來。

### 第四戰：10月21日
紐約州，布朗克斯，洋基體育場
| 辛辛那提紅人 | 0 | 0 | 0 | 3 | 0 | 0 | 0 | 0 | 4 | 7 | 9 | 2 |
| 紐約洋基 | 1 | 0 | 0 | 0 | 1 | 0 | 0 | 0 | 0 | 2 | 8 | 0 |
| 勝投： Gary Nolan（1–0） 敗投： Ed Figueroa（0–1） 救援成功： Will McEnaney（2） 全壘打： 紅人：強尼·班奇 2（4上,2分、9上,3分） 洋基：無 |   |   |   |   |   |   |   |   |   |   |   |   |

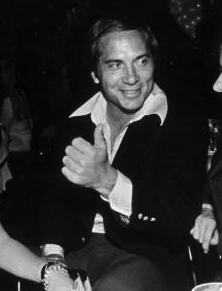
強尼·班奇

紅人這場只要贏下來就順利封王，而強尼·班奇也表示靠他一個人表演就可以了。他在4局上和9局上分別敲出2分砲和3分砲，1個人就打下5分打點。
Gary Nolan先發6.2局只失1分，Will McEnaney後援2.1局無安打，最後紅人順利4連勝拿下世界大賽二連霸。

## 焦點球員
紅人
- Don Gullett：世界大賽首戰先發7.1局僅失1分，防禦率1.23。

- Will McEnaney：世界大賽後援4.2局無失分，拿下2次救援成功。

- 強尼·班奇：世界大賽打擊率5成33，敲出2支全壘打與6分打點。

- 喬治·佛斯特：世界大賽打擊率4成29，敲出6支安打與4分打點。

- 湯尼·培瑞茲：世界大賽打擊率3成13，第二場敲出再見安打。

洋基
- 瑟曼·蒙森：世界大賽打擊率5成29，敲出9支安打為全隊最高。

- Jim Mason：世界大賽僅有1個打席，但是敲出了洋基隊在該屆世界大賽的唯一一轟。

## 外部連結
- Almanac網站上關於1976年世界大賽的頁面 （页面存档备份，存于）
- MLB官網裡的1976年世界大賽頁面 （页面存档备份，存于）
- Reference網站上關於1976年世界大賽的頁面（页面存档备份，存于）
- 1976年世界大賽逐場比賽結果以及每一球詳細紀錄[]